# Life Thru a Lens (Robbie Williams)
Life Thru a Lens is het debuutalbum van Robbie Williams nadat hij uit Take That was gestapt.

## Nummers
1. "Lazy Days" [3:53]
2. "Life thru a Lens" [3:07]
3. "Ego A Go-Go" [3:34]
4. "Angels" [4:24]
5. "South Of The Border" [3:53]
6. "Old Before I Die" [3:54]
7. "One of God's Better People" [3:33]
8. "Let Me Entertain You" [4:21]
9. "Killing Me" [3:56]
10. "Clean" [3:55]
11. "Baby Girl Window" [14:10]

- Bevat het verborgen gedicht "Hello Sir"